# Становое (Черниговская область)
Становое (укр. Станове) — село в Коропском районе Черниговской области Украины. Население — 4 человека.
Код КОАТУУ: 7422288405. Почтовый индекс: 16241. Телефонный код: +380 4656.

## Власть
Орган местного самоуправления — Сохачевский сельский совет. Почтовый адрес: 16241, Черниговская обл., Коропский р-н, с. Сохачи, ул. Кирова, 48.